# همه‌پرسی استقلال اوکراین در سال ۱۹۹۱
(تغییر مسیر از استقلال اوکراین در سال ۱۹۹۱)
رفراندوم قانون اعلام استقلال در اوکراین در ۱ دسامبر ۱۹۹۱ برگزار شد. اکثریت قریب به اتفاق ۹۲٫۳ درصد از رای‌دهندگان، اعلامیه استقلال را که توسط Rada Verkhovna «شورای عالی اوکراین» در ۲۴ اوت ۱۹۹۱ صادر شد، تأیید کردند. از رای‌دهندگان پرسیده شد "آیا از قانون اعلامیه استقلال اوکراین حمایت می‌کنید؟" متن اعلامیه به عنوان مقدمه این سؤال گنجانده شد. این همه‌پرسی توسط پارلمان اوکراین برای تأیید قانون استقلال، که توسط پارلمان در ۲۴ اوت ۱۹۹۱ تصویب شد، فراخوانی شد. شهروندان اوکراین حمایت قاطع خود را از استقلال ابراز کردند. در همه‌پرسی، ۳۱۸۹۱۷۴۲ رای‌دهنده ثبت نام شده (یا ۸۴٫۱۸ درصد از رای‌دهندگان) شرکت کردند و از این میان ۲۸۸۰۴۰۷۱ (یا ۹۲٫۳٪) رای «آری» دادند.